# 宮本裕大 (サッカー選手)
宮本 裕大（みやもと ゆうだい、1997年3月10日 - ）は、群馬県藤岡市出身のプロサッカー選手 NKフルヴァツキ・ドラゴヴォリャツ（ NK Hrvatski dragovoljac）所属。ポジションはMF。

## 略歴
小学時代からサッカーを始め、前橋育英高校に進学する。高校3年時に高校サッカー選手権にて、全国準優勝の好成績を収めた。
2018年8月 Balzan F.C.へ加入した。 
2019年1月Senglea Athletic F.C.へローンで加入。 
2021年2月 Broń Radomに加入した 。
2021年9月Błonianka Błonieに加入した。
2022年9月Dalkurd FFに加入した。
2023年4月KF Drenicaに加入した。
2023年9月 FK Robotnickiに加入した。
2024年1月NK Hrvatski dragovoljacに加入した。

## 所属クラブ
ユース経歴
- FANATICOS U-12
- 前橋育英高校

プロ経歴
- Balzan FC
- Senglea Athletic FC
- Broń Radom
- Błonianka Błonie
- Dalkurd FF
- Concordia Elbląg
- KF Drenica

## タイトル
- MALTESE CUP WINNER (2019年)